# Zinna (Fluss)
Die Zinna (polnisch Psina, schlesisch Cyna, tschechisch Cina oder Pština) ist ein linker Nebenfluss der Oder in Oberschlesien in Polen.
Sie entspringt westlich von Gadzowice (Schmeisdorf) nahe der Landesgrenze zu Tschechien. Auf ihrem weiteren Verlauf nach Südosten durchfließt sie die Städte Głubczyce (Leobschütz) und Baborów (Bauerwitz). Zwischen den Dörfern Cyprzanów (Janowitz), Lekartów und Samborowice (Schammerwitz) mündet die Troja ein.
Nach etwa 50 km mündet die Zinna bei dem Dorf Nieboczowy (Niebotschau) südlich von Racibórz (Ratibor) in die Oder.
Seit 1137 bildete die Zinna mit dem Pfingstfrieden von Glatz die Grenze zwischen Mähren und Schlesien bzw. zwischen dem Bistum Olmütz und dem Breslau, wobei das rechte, südliche Ufer die mährische Seite bildete. Die Grenze verlor an Bedeutung im Jahr 1327, als das Herzogtum Ratibor zum böhmischen Lehen wurde und weiter im Jahr 1337, als es mit dem Herzogtum Troppau unter dem Herzog Nikolaus geeinigt wurde. Der südliche Ufer wurde zumindest bis zum späten 15. Jahrhundert als Teil Mährens betrachtet, erst damals wurde der Begriff Oberschlesiens erstmals erwähnt und schrittweise danach etablierte sich dieser Terminus, einschließlich mit dem Territorium des Herzogtums Troppau. Die kirchliche Grenze an der Zinna bestand bis zum 20. Jahrhundert. Entlang Zinna verlief auch die sprachliche Grenze zwischen dem lachischen und polnisch-schlesischen Dialekt – in einer örtlichen Überlieferung nördlich von Zinna fliegt wróna (Krähe) und südlich vrana.